# Tabaqueira anatômica

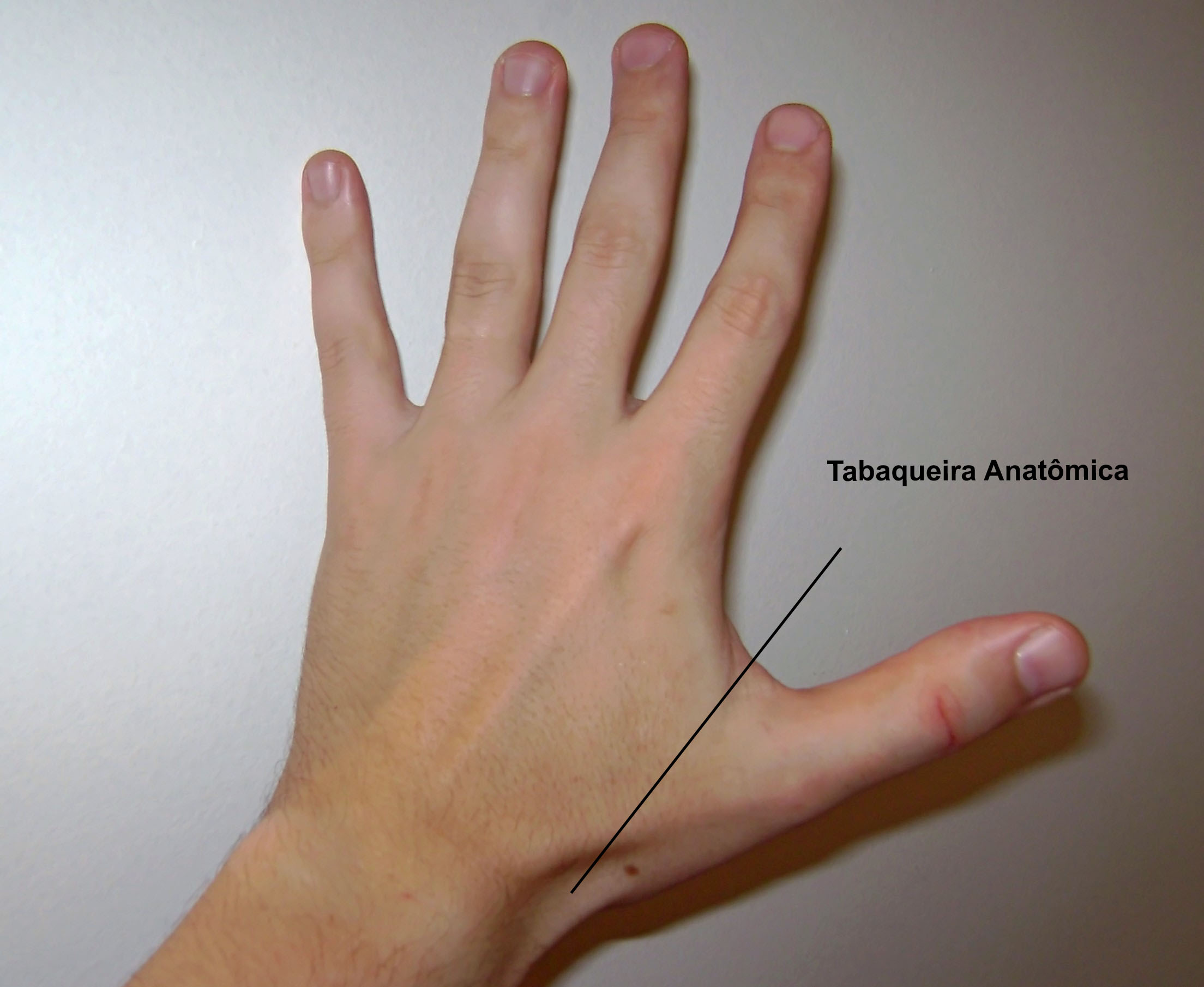

A tabaqueira anatômica ou fossa radial é um aprofundamento triangular na região radial dorsal da mão - ao nível dos ossos carpais, especificamente o escafóide e trapézio.
Quando o polegar é estendido, surge uma cavidade triangular entre o tendão do extensor longo do polegar (ELP) medialmente e os tendões do extensor curto do polegar (ECP) e abdutor longo do polegar (ALP) lateralmente. O assoalho da tabaqueira anatômica, formado pelos ossos escafóide e trapézio, é cruzado pela artéria radial enquanto segue diagonalmente a partir da face anterior do rádio até a face dorsal da mão.

## Etimologia
A expressão tabaqueira anatômica faz menção a um hábito de outrora: até o século XX, era comum na civilização ocidental (inclusive no Brasil) a inalação de rapé, pó derivado do tabaco, colocado justamente na fossa radial. Considerado elegante na época, o costume inspirou a criação do termo tabaqueira anatômica, como sinônimo de fossa radial.

Embora fossa radial ainda possa se referir a tal região, é preferível chamá-la de tabaqueira anatômica para evitar confusões, pois fossa radial também é o nome de um acidente anatômico do úmero, precisamente uma depressão cuja função é receber a margem anterior da cabeça do rádio.